# Jelena Djokić
Jelena Djokić est une actrice croate née le 24 mai 1977 à Split.
Elle a une fille, Klara, avec Svetozar Cvetkovic.

## Filmographie
- 2003 : Sjaj u ocima (Loving Glances) : Vida
- 2004 : Respire (Disi duboko) : Lana
- 2004 : Opet pakujemo majmune : Jelena
- 2005 : Zvezde ljubavi : Milena
- 2006 : Demain matin (Sutra ujutru)
- 2008 : Turneja (The Tour) : Jadranka
- 2009 : Cekaj me, ja sigurno necu doci (Wait for Me and I Will Not Come) : Dejana
- 2011 : Kako su me ukrali Nemci : Jelena
- 2011 : Turneja (TV) : Jadranka
- 2012 : Ustanicka ulica